# Eduardo Matos Moctezuma

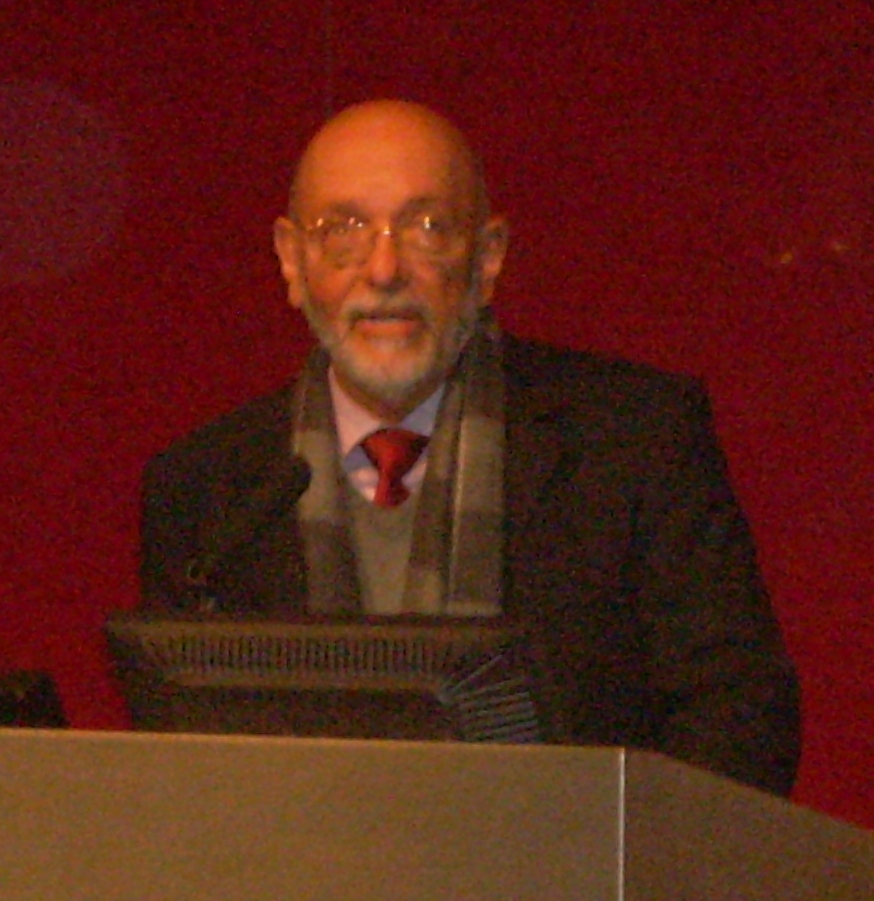
Moctezuma in 2009

Eduardo Matos Moctezuma (Mexico-Stad, 1940) is een Mexicaans archeoloog en historicus.
Matos Moctezuma studeerde archeologie aan de Nationale School voor Antropologie en Geschiedenis (ENAH) en geschiedenis aan de Nationale Autonome Universiteit van Mexico (UNAM). Hij heeft tijdens zijn carrière opgravingen ondernomen in onder andere Bonampak, Cholula, Coacalco, Comalcalco, Teotihuacán, Tepeapulco, Tlatelolco en Tula. Sinds 1978 leidt hij de opgravingen van de Templo Mayor in Mexico-Stad en hij is de voorzitter van het Nationaal Instituut voor Antropologie en Geschiedenis (INAH).
- Biblioteca Nacional de España: XX859036
- Bibliothèque nationale de France: cb121013162 (data)
- CiNii: DA03042991
- Gemeinsame Normdatei: 136324827
- International Standard Name Identifier: 0000 0001 2128 8611
- Library of Congress Control Number: n80155988
- Nationale Bibliotheek van Israël: 987007265000705171
- Nederlandse Thesaurus van Auteursnamen: 073489093
- Istituto Centrale per il Catalogo Unico: RAVV066141
- LIBRIS: 195352
- Système universitaire de documentation: 029372453
- Union List of Artist Names: 500257278
- Virtual International Authority File: 39406337
- WorldCat: E39PBJcrhFt4GDDKXPPcdWxVYP